# Аклуши
Аклуши — село в Бардымском районе Пермского края на реке Тулва. Входит в состав Тюндюковского сельского поселения.
Село расположено на юге Пермского края, в 10 км южнее районного центра — села Барда. В селе действует 1 детский сад и 1 начальная школа, фельдшерско-акушерский пункт, магазины, библиотека, дом культуры. Основная деятельность: личные подсобные хозяйства — выращивание капусты, картофеля, моркови.

## Население
По результатам переписи 2010 года численность населения составила 432 человека, в том числе 192 мужчины и 240 женщин.
В 2005 году численность населения составляла 470 человек.
В 1926 году в селе проживало 1066 башкир и 12 русских.

## Достопримечательности
Комплекс памятников археологии:
- Селище IV — V века в 2,15 км к северо-востоку от села.
- Городище рубежа н. э. в 2 км к северо-востоку от села.
- Городище IV—V веков в 1,3 км восточнее села.

## Улицы[4]
- ул. Г. Каримова
- ул. Г. Тукая
- ул. Кирова
- ул. Ленина
- ул. Мира
- Молодёжная ул.
- Полевая ул.
- ул. С. Сайдашева
- ул. Свердлова
- Тулвинская ул.
- ул. Хусаинова